# Quốc gia có chủ quyền
Đây là bài viết về chủ đề luật pháp quốc tế. Về bài viết phổ thông về quốc gia, xem Quốc gia.
Một quốc gia có chủ quyền là tổng thể chính trị với chủ quyền nội bộ thực sự trên lãnh thổ địa lý và không phụ thuộc hay lệ thuộc vào quyền lực của bất kỳ quốc gia nào khác.

## Quốc giade factovàde jure
Hầu hết các quốc gia có chủ quyền de jure và de facto (tồn tại cả trên luật pháp và thực thế). Tuy nhiên, đôi khi các quốc gia chỉ tồn tại de jure (trên luật định), được một tổ chức công nhận có chủ quyền và có chính phủ hợp pháp trên phạm vi lãnh thổ nhất định nhưng thực tế không có quyền làm chủ. Nhiều quốc gia trên lục địa châu Âu trong thời kỳ chiến tranh thế giới thứ hai quan hệ với bên ngoài dưới sự kiểm soát của Quốc xã. Một số quốc gia khác có chủ quyền nhưng chưa được cộng đồng quốc tế công nhận, đây là những quốc gia chỉ de facto (trên thực tế). Somaliland thường được xem là một quốc gia như vậy. Về danh sách các quốc gia chưa được toàn thế giới công nhận, xem quốc gia không được công nhận.